# جورج دیکسون (بازیکن راگبی)
جورج دیکسون (انگلیسی: George Dixon; ۱۰ آوریل ۱۹۰۱ – ۲۳ اوت ۱۹۹۱) بازیکن راگبی ۱۵ نفره اهل ایالات متحده آمریکا بود.